# 萨瓦努尔
萨瓦努尔（Savanur），是印度卡纳塔克邦Haveri县的一个城镇。总人口35561（2001年）。

## 人口
该地2001年总人口35561人，其中男性18344人，女性17217人；0—6岁人口5532人，其中男2777人，女2755人；识字率48.87%，其中男性为54.44%，女性为42.95%。